# Nu metal
El nu metal (pronunciat niu métal, i de vegades també anomenat aggro metal o nü metal) és un subgènere musical sorgit a mitjans dels anys 90 i influenciat sobretot per estils com el grunge, el metal alternatiu, el funk, el rap i alguns subgèneres del heavy metal, com el thrash metal i el groove metal.
La música nu metal incorpora elements atmosfèrics degut a la utilització en molts casos de DJs. El ritme també és un factor determinant, ja que en molts casos el tempo és més relaxat que en gèneres com el thrash o el groove metal. Moltes vegades, les cançons de nu metal utilitzen riffs rítmics i sincopats, tocats amb guitarres elèctriques afinades en rangs baixos per a crear una música més fosca que la tradicional. Sense saber-ho, Steve Vai va contribuir a construir els fonaments d'aquest estil amb la guitarra de 7 cordes que va co-dissenyar amb Ibanez a finals dels 80. Les bandes que van donar origen al gènere nu metal van ser Korn (amb el seu àlbum homònim l'any 1994) i els Deftones amb el seu disc del 1995, Adrenaline.
L’expressió nu metal és una derivació de new metal (nou metal). Es presenta com una barreja de diversos gèneres que supera el metal anterior. En certes parts es denomina aggro metal al nu metal més agressiu (cridat) i menys rapejat (Korn, Deftones, Slipknot, Ill Niño, Mudvayne, etc.), per diferenciar-lo del nu metal menys agressiu i més relacionat amb el rap (Limp Bizkit, Linkin Park, P.O.D., Resorte, etc.). També es denomina a vegades com a nu metal, la banda System of a down, tot i que el seu estil de música tira més cap al metal alternatiu. A Catalunya també es denomina a aquest gènere xandall metal degut a la vestimenta que molts grups d'aquest estil solen portar.
El terme fou usat per primer cop en una ressenya d'un concert de Coal Chamber a Itàlia l'any 1997. La categorització d'artistes específics com "nu metal" és difícil, un assumpte que es fa més evident en la comunitat online de fanàtics del metal tradicional que s'ofenen per aquest terme. El nu metal s'entén com una barreja de diferents gèneres i per això la definició no és del tot sòlida. L'àlbum Meteora de Linkin Park, per exemple, és llistat com "alternatiu" a AOL Music Now i en tres gèneres diferents a Metacritic.
Com el seu estil no estava clarament definit, les bandes de nu metal han estat sovint considerades dins d'altres gèneres. Per exemple, Korn i Slipknot entren en el metal alternatiu, Limp Bizkit, Linkin Park i P.O.D. al rapcore, i Disturbed al hard rock.